# Religión en Guinea Ecuatorial
La religión en Guinea Ecuatorial es profesada por una mayoría cristiana, siendo la Iglesia católica la denominación cristiana más numerosa en cuanto a la cantidad de fieles. La Constitución de Guinea Ecuatorial garantiza la libertad de culto en el país, que se define como un Estado laico, además de prohibir a los partidos políticos una afiliación religiosa. Existen minorías religiosas importantes de protestantes, musulmanes y de sincretismo con espiritualidades tradicionales africanas.
Para que una institución religiosa sea reconocida por el Estado, debe ser inscrita y aprobada por el Ministerio de Justicia ecuatoguineano. Las dos religiones más grandes, la Iglesia católica y la Iglesia Reformada de Guinea Ecuatorial, gozan de ciertos privilegios por su tradición histórica en el país, por lo que no requieren de registrar sus actividades ante los organismos públicos y son los principales representantes religiosos en actos oficiales de carácter público.

## Cristianismo

### Catolicismo

La Catedral de Santa Isabel, en Malabo

La Iglesia católica tiene sus orígenes en el territorio ecuatoguineano con la llegada de los españoles. En 1844, los misioneros Jerónimo Mariano Usera y Juan del Cerro fueron los encargados de fundar la primera misión católica en la isla de Fernando Poo (actual Bioko), enfrentando una serie de complicaciones que hicieron fracasar su cometido. En mayo de 1856, una segunda expedición encabezada por Miguel Martínez y Sanz, fundador de la congregación de las Siervas de María, llegó a la isla de la Guinea española. Debido a una serie de dificultades para poder instalarse y continuar con una misión en la isla Corisco, los misioneros decidieron regresar a España, quedando solo un catequista junto a su esposa en Fernando Poo. Posteriormente y en un tercer intento, en 1883 llegó un grupo de doce Misioneros Claretianos, quienes se hicieron cargo de toda la labor educativa en la Guinea española. En 1887 fue inaugurada la Iglesia de San Antonio María Claret de Batete, el primer templo católico en la isla construido en estilo neogótico en madera.
En lo que se refiere al sistema educativo de Guinea Ecuatorial, la iglesia fue la precursora de la fundación de la mayoría de los establecimientos educativos en el país desde la época colonial española. Es por esta razón que una vez obtenida la independencia, el presidente Francisco Macías Nguema declaró a las actividades católicas como ilegales en 1978, previamente habiendo cerrado todos los establecimientos administrados por la Iglesia católica en el país en 1975, tras ser considerados como subversivos. Estas medidas fueron levantadas por Teodoro Obiang Nguema Mbasogo, pudiendo reabrir paulatinamente las escuelas católicas con normalidad.
Actualmente la Iglesia católica en Guinea Ecuatorial se encuentra administrada en una arquidiócesis y cuatro diócesis: 
- Arquidiócesis de Malabo
- Diócesis de Bata
- Diócesis de Ebibeyín
- Diócesis de Evinayong
- Diócesis de Mongomo

Asimismo, para los asuntos diplomáticos la Santa Sede cuenta con una nunciatura apostólica para Guinea Ecuatorial, la cual pertenece a la concurrencia de Camerún.